# Junge Generation (SVP)
Die Junge Generation in der SVP (kurz: JG) ist die Jugendorganisation der Südtiroler Volkspartei (SVP), der Sammelpartei der deutschen und ladinischen Südtiroler.

## Beschreibung
Die Junge Generation (JG) ist mit ca. 4.000 Mitgliedern die größte politische Jugendorganisation Südtirols und die Gemeinschaft aller Mitglieder der Südtiroler Volkspartei vom 14. bis zum vollendeten 30. Lebensjahr. Die JG ist mit über 100 Ortsjugendgruppen kapillar im ganzen Land vertreten. Ihre Hauptaufgabe ist die Jugendpolitik und die Interessen der Jugend zu vertreten. Außerdem soll der Kontakt und die Zusammenarbeit mit allen Jugendverbänden und Organisationen des Landes gesucht werden. Auch auf europäischer Ebene sollen die Beziehungen mit verschiedenen Jugendverbänden auf- bzw. ausgebaut werden.
Das Logo der Jungen Generation wurde im Jahr 2007 umgestaltet. Nun wurden die Farben Schwarz, Rot und Weiß verwendet, wobei die letzten beiden die Farben der Tiroler Fahne sind.

### Aufbau der Organisation
Die Ortsjugendgruppen sind in den Bezirken Bozen – Stadt und Land, Brixen, Burggrafenamt, Pustertal, Unterland, Vinschgau und Wipptal gruppiert. Jedes dieser Bezirke ist durch den Bezirksjugendreferenten und seinen beiden Stellvertretern in der Landesjugendleitung vertreten. Dieser gehört auch das Präsidium an, das sich aus dem Landesjugendreferenten, seinen drei Stellvertretern (einen weiblichen, einen männlichen und einen ladinischen), dem Geschäftsführer, den beiden Bezirksvertretern und dem internationalen Referenten zusammensetzt.
Die Landesjugendversammlung ist das höchste Gremium der Jungen Generation und wird einmal jährlich einberufen. Alle zweieinhalb Jahre wählt sie den Landesjugendreferenten und seine drei Stellvertreter.

### Geschichte
Gegründet wurde die Junge Generation als SVP-Jugend am 19. April 1970 bei der 1. ordentlichen Landesjugendversammlung im Waltherhaus in Bozen. Erster gewählter Landesjugendreferent wurde Hans Benedikter. Seine Stellvertreter waren Hans Bauer und Klaus Dubis, ladinischer Stellvertreter wurde Ferdinand Mussner und erster Landesjugendsekretär war Klaus Gruber. Bereits 1966/67 wurde mit dem Aufbau der Ortsjugendausschüsse begonnen und 1967 wurde der Kalterer Erich Spitaler zum ersten Landesjugendreferent der SVP bestellt und mit dem Aufbau der Jugendorganisation betreut. 1968 wurde die Geschäftsordnung der SVP-Jugend vom Parteiausschuss genehmigt und 1969 gab es schon 105 Ortsgruppen und 244 Ortsjugendreferenten.

## Internationale Arbeit und Mitgliedschaft in Verbänden
Die Junge Generation in der SVP ist in verschiedenen internationalen Verbänden vertreten. Diese sind die Youth of the European People’s Party (YEPP) – der Jugendorganisation der Europäischen Volkspartei (EVP) – die Democrat Youth Community of Europe (DEMYC), der Jungen Alpenregion und die Junge Europaregion Tirol. Im Juni 2023 wurde mit Florian Gasser erstmals ein Südtiroler als Vizepräsident in den Vorstand der Youth of the European People’s Party gewählt.
Die JG ist Mitglied im Südtiroler Jugendring (SJR).